# 瘦長鬼影：降臨
《瘦長鬼影：降臨》是2013年生存恐怖游戏，由Blue Isle Studios开发并发行，对应Windows、OS X平台。游戏后登陆PlayStation 3、Xbox 360、PlayStation 4、Xbox One、Wii U、任天堂Switch、Android、iOS、PlayStation 5、Xbox Series X/S平台。
据Metacritic，游戏获得「褒贬不一或中庸」评价；据OpenCritic统计，游戏获得4%媒体推荐。